# آيزاك أرفيدسون
آيزاك أرفيدسون مواليد 6 أغسطس 1992 في السويد، هو لاعب كرة مضرب سويدي ويحتل حالياً المرتبة 731 في تصنيف رابطة محترفي كرة المضرب. أعلى تصنيف له في الفردي كان 554. أعلى تصنيف له في الزوجي كان 443.

## روابط خارجية
- آيزاك أرفيدسون على موقع رابطة محترفي التنس (الإنجليزية)
- آيزاك أرفيدسون على موقع الاتحاد الدولي لكرة المضرب (الإنجليزية)
- آيزاك أرفيدسون على موقع كأس ديفيز (الإنجليزية)
- آيزاك أرفيدسون على موقع خلاصة التنس.كوم (الإنجليزية)
- آيزاك أرفيدسون على موقع إي إس بي إن.كوم (الإنجليزية)